# Promozione Umbria 1985-1986
Nella stagione 1985-1986 la Promozione era il sesto livello del calcio italiano ed il primo a livello regionale.
Il campionato era strutturato in vari gironi all'italiana su base regionale, gestiti dai Comitati Regionali di competenza. Promozioni alla categoria superiore e retrocessioni in quella inferiore non erano sempre omogenee; erano quantificate all'inizio del campionato dal Comitato Regionale secondo le direttive stabilite dalla Lega Nazionale Dilettanti, ma flessibili in relazione al numero delle società umbre retrocesse dal Campionato Interregionale, per quanto riguarda la zona retrocessione.
Qui vi sono le statistiche relative al campionato in Umbria.

## Squadre partecipanti
| Squadra              | Città (provincia)                       | Stagione 1984-1985                       |
| -------------------- | --------------------------------------- | ---------------------------------------- |
| Angelana             | Santa Maria degli Angeli di Assisi (PG) | 7º in Promozione Umbra                   |
| Bastardo             | Bastardo di Giano dell'Umbria (PG)      | 2° in Prima Categoria Umbria/B, promosso |
| Deruta               | Deruta (PG)                             | 4º in Promozione Umbra                   |
| Ellera               | Ellera di Corciano (PG)                 | 9º in Promozione Umbra                   |
| Grifo Cannara        | Cannara (PG)                            | 13º in Promozione Umbra                  |
| Gualdo               | Gualdo Tadino (PG)                      | 12º in Promozione Umbra                  |
| Julia Spello         | Spello (PG)                             | 10º in Promozione Umbra                  |
| Lama                 | Lama di San Giustino (PG)               | 2° in Prima Categoria Umbria/A, promosso |
| Mar.Col.             | Marcellano di Gualdo Cattaneo (PG)      | 8º in Promozione Umbria                  |
| Mugnano              | Mugnano di Perugia                      | 1° in Prima Categoria Umbria/A, promosso |
| Narnese              | Narni (TR)                              | 2º in Promozione Umbra                   |
| Nuova Virtus Spoleto | Spoleto (PG)                            | 1° in Prima Categoria Umbria/B, promossa |
| Pianello             | Pianello di Perugia                     | 3º in Promozione Umbria                  |
| Pontevecchio         | Ponte San Giovanni di Perugia           | 5º in Promozione Umbra                   |
| Spoleto              | Spoleto (PG)                            | 11º in Promozione Umbra                  |
| Valfabbrica          | Valfabbrica (TR)                        | 6º in Promozione Umbra                   |

## Classifica finale
|  | Pos. | Squadra              | Pt | G  | V  | N  | P  | GF | GS | DR  |
|  | ---- | -------------------- | -- | -- | -- | -- | -- | -- | -- | --- |
|  | 1.   | Narnese              | 44 | 30 | 16 | 12 | 2  | 39 | 15 | +24 |
|  | 2.   | Angelana             | 41 | 30 | 16 | 9  | 5  | 37 | 19 | +18 |
|  | 3.   | Julia Spello         | 38 | 30 | 13 | 12 | 5  | 40 | 26 | +14 |
|  | 4.   | Lama                 | 34 | 30 | 14 | 6  | 10 | 32 | 31 | +1  |
|  | 5.   | Spoleto              | 32 | 30 | 10 | 12 | 8  | 35 | 29 | +6  |
|  | 6.   | Gualdo               | 32 | 30 | 9  | 14 | 7  | 34 | 31 | +3  |
|  | 7.   | Valfabbrica          | 30 | 30 | 10 | 10 | 10 | 29 | 26 | +3  |
|  | 8.   | Pianello             | 29 | 30 | 10 | 9  | 11 | 35 | 30 | +5  |
|  | 9.   | Ellera               | 29 | 30 | 9  | 11 | 10 | 26 | 24 | +2  |
|  | 10.  | Pontevecchio         | 28 | 30 | 10 | 8  | 12 | 32 | 38 | -6  |
|  | 11.  | Mar.Col.             | 28 | 30 | 8  | 12 | 10 | 31 | 39 | -8  |
|  | 12.  | Bastardo             | 26 | 30 | 7  | 12 | 11 | 29 | 33 | -4  |
|  | 13.  | Nuova Virtus Spoleto | 26 | 30 | 8  | 10 | 12 | 23 | 28 | -5  |
|  | 14.  | Mugnano              | 24 | 30 | 6  | 12 | 12 | 28 | 38 | -10 |
|  | 15.  | Deruta               | 21 | 30 | 8  | 5  | 17 | 24 | 44 | -20 |
|  | 16.  | Grifo Cannara        | 18 | 30 | 7  | 4  | 19 | 26 | 49 | -23 |

Legenda:

      Promossa nel Campionato Interregionale 1986-1987.
      Retrocessa in Prima Categoria Umbra 1986-1987.
Note:

Due punti a vittoria, uno a pareggio, zero a sconfitta.